# Segunda División de Chile 1991
El Campeonato Nacional de Fútbol de Segunda División de 1991 fue el 40° torneo disputado de la segunda categoría del fútbol profesional chileno, con la participación de 20 equipos. El torneo se jugó en dos fases, la primera fase se jugó en 2 zonas (Norte y Sur) y en la segunda fase, los 5 mejores de cada zona disputaron el título, los 2 cupos de ascenso a la Primera División de Chile 1992 y los 2 cupos a la Liguilla de Promoción contra 2 equipos de la Primera División de Chile 1991 y los 5 peores de cada zona disputaron el descenso a la Tercera División de Chile 1992. Además, fue el último torneo en que se jugó con 20 equipos, ya que al año siguiente, el torneo tendrá 16 equipos (teniendo la misma cantidad de equipos que en Primera División).
El campeón fue Deportes Temuco, que consiguió el ascenso a Primera División, junto al subcampeón Huachipato, pese a que ambos se enfrentaron en una final a partido único, para definir al campeón definitivo.

## Movimientos divisionales
| Pos | a Primera División 1991     |
| --- | --------------------------- |
| 1º  | Provincial Osorno (Campeón) |
| 2º  | Coquimbo Unido              |
| 3º  | Deportes Antofagasta        |

| Pos | desde Tercera División de Chile 1990 |
| --- | ------------------------------------ |
| 1º  | Unión La Calera                      |

| Pos | Descendido desde Primera División de Chile 1990 |
| --- | ----------------------------------------------- |
| 1º  | Deportes Iquique                                |
| 2º  | Huachipato                                      |

| Pos | Descendido a Tercera División de Chile 1991 |
| --- | ------------------------------------------- |
| 1º  | Curicó Unido                                |
| 2º  | San Luis de Quillota                        |
| 3º  | Deportes Valdivia                           |
| 4º  | General Velásquez                           |

## Equipos participantes
| Equipo                | Ciudad               |
| --------------------- | -------------------- |
| Audax Italiano        | La Florida, Santiago |
| Cobreandino           | Los Andes            |
| Colchagua             | San Fernando         |
| Deportes Arica        | Arica                |
| Deportes Iquique      | Iquique              |
| Deportes Linares      | Linares              |
| Deportes Lozapenco    | Penco                |
| Deportes Ovalle       | Ovalle               |
| Deportes Puerto Montt | Puerto Montt         |
| Deportes Temuco       | Temuco               |
| Huachipato            | Talcahuano           |
| Iberia                | Los Ángeles          |
| Lota Schwager         | Coronel              |
| Magallanes            | Maipú, Santiago      |
| Ñublense              | Chillán              |
| Rangers               | Talca                |
| Regional Atacama      | Copiapó              |
| Soinca Bata           | Melipilla            |
| Unión La Calera       | La Calera            |
| Unión San Felipe      | San Felipe           |

## Tablas finales

### Zona norte
| Pos | Equipo           | PJ | PG | PE | PP | GF | GC | Dif | Pts |
| --- | ---------------- | -- | -- | -- | -- | -- | -- | --- | --- |
| 1   | Soinca Bata      | 18 | 11 | 5  | 2  | 29 | 16 | 13  | 27  |
| 2   | Regional Atacama | 18 | 7  | 5  | 6  | 30 | 22 | 8   | 22  |
| 3   | Deportes Iquique | 18 | 9  | 3  | 6  | 34 | 30 | 4   | 22  |
| 4   | Magallanes       | 18 | 8  | 4  | 6  | 27 | 24 | 3   | 20  |
| 5   | Unión La Calera  | 18 | 7  | 6  | 5  | 27 | 24 | 3   | 20  |
| 6   | Audax Italiano   | 18 | 6  | 6  | 6  | 29 | 27 | 2   | 18  |
| 7   | Deportes Arica   | 18 | 5  | 5  | 8  | 23 | 24 | -1  | 15  |
| 8   | Deportes Ovalle  | 18 | 3  | 8  | 7  | 18 | 25 | -7  | 14  |
| 9   | Cobreandino      | 18 | 4  | 5  | 9  | 24 | 29 | -5  | 13  |
| 10  | Unión San Felipe | 18 | 3  | 3  | 12 | 20 | 40 | -20 | 9   |

|  | Clasifica a Liguilla Ascenso.  |
|  | Clasifica a Liguilla Descenso. |

### Zona sur
| Pos | Equipo                | PJ | PG | PE | PP | GF | GC | Dif | Pts |
| --- | --------------------- | -- | -- | -- | -- | -- | -- | --- | --- |
| 1   | Deportes Temuco       | 18 | 10 | 4  | 4  | 28 | 19 | 9   | 24  |
| 2   | Colchagua             | 18 | 10 | 2  | 6  | 27 | 15 | 12  | 22  |
| 3   | Iberia                | 18 | 8  | 5  | 5  | 18 | 16 | 2   | 21  |
| 4   | Huachipato            | 18 | 7  | 6  | 5  | 19 | 17 | 2   | 20  |
| 5   | Deportes Puerto Montt | 18 | 5  | 9  | 4  | 25 | 21 | 4   | 19  |
| 6   | Lota Schwager         | 18 | 7  | 4  | 7  | 28 | 27 | 1   | 18  |
| 7   | Ñublense              | 18 | 4  | 9  | 5  | 24 | 21 | 3   | 17  |
| 8   | Rangers               | 18 | 7  | 3  | 8  | 22 | 28 | -6  | 17  |
| 9   | Deportes Linares      | 18 | 5  | 6  | 7  | 19 | 27 | -8  | 16  |
| 10  | Deportes Lozapenco    | 18 | 2  | 4  | 12 | 15 | 34 | -19 | 8   |

|  | Clasifica a Liguilla Ascenso.  |
|  | Clasifica a Liguilla Descenso. |

Se le restan dos puntos a Lozapenco por líos dirigenciales y judiciales, ambos relacionados con Feliciano Palma.

## Segunda fase

### Liguilla Ascenso
| Pos | Equipo                | PJ | PG | PE | PP | GF | GC | Dif | Pts |
| --- | --------------------- | -- | -- | -- | -- | -- | -- | --- | --- |
| 1   | Huachipato            | 18 | 11 | 3  | 4  | 30 | 19 | 11  | 25  |
| 2   | Deportes Temuco       | 18 | 9  | 5  | 4  | 32 | 18 | 14  | 23  |
| 3   | Soinca Bata           | 18 | 7  | 8  | 5  | 21 | 14 | 7   | 22  |
| 4   | Deportes Puerto Montt | 18 | 8  | 5  | 5  | 39 | 26 | 13  | 21  |
| 5   | Colchagua             | 18 | 6  | 5  | 7  | 20 | 30 | -10 | 17  |
| 6   | Deportes Iquique      | 18 | 7  | 2  | 9  | 28 | 20 | 8   | 16  |
| 7   | Unión La Calera       | 18 | 5  | 5  | 8  | 19 | 27 | -8  | 15  |
| 8   | Regional Atacama      | 18 | 5  | 5  | 8  | 17 | 26 | -9  | 15  |
| 9   | Iberia                | 18 | 4  | 5  | 9  | 21 | 34 | -13 | 13  |
| 10  | Magallanes            | 18 | 4  | 5  | 9  | 17 | 31 | -14 | 13  |

PJ=Partidos jugados; PG=Partidos ganados; PE=Partidos empatados; PP=Partidos perdidos; GF=Goles a favor; GC=Goles en contra; Dif=Diferencia de gol; Pts=Puntos
|  | Asciende a la Primera División de Chile 1992. |
|  | Juega la Liguilla de Promoción.               |

### Liguilla Descenso
| Pos | Equipo             | PJ | PG | PE | PP | GF | GC | Dif | Pts |
| --- | ------------------ | -- | -- | -- | -- | -- | -- | --- | --- |
| 1   | Lota Schwager      | 18 | 8  | 6  | 4  | 27 | 24 | 3   | 22  |
| 2   | Audax Italiano     | 18 | 9  | 3  | 6  | 36 | 27 | 9   | 21  |
| 3   | Unión San Felipe   | 18 | 8  | 4  | 6  | 33 | 23 | 10  | 20  |
| 4   | Rangers            | 18 | 7  | 4  | 7  | 25 | 23 | 2   | 18  |
| 5   | Deportes Arica     | 18 | 6  | 5  | 7  | 27 | 20 | 7   | 17  |
| 6   | Ñublense           | 18 | 8  | 4  | 6  | 28 | 22 | 6   | 17  |
| 7   | Deportes Linares   | 18 | 6  | 5  | 7  | 26 | 27 | -1  | 17  |
| 8   | Cobreandino        | 18 | 6  | 5  | 7  | 16 | 27 | -11 | 17  |
| 9   | Deportes Ovalle    | 18 | 4  | 6  | 8  | 17 | 24 | -7  | 14  |
| 10  | Deportes Lozapenco | 18 | 4  | 4  | 10 | 16 | 28 | -12 | 12  |

PJ=Partidos jugados; PG=Partidos ganados; PE=Partidos empatados; PP=Partidos perdidos; GF=Goles a favor; GC=Goles en contra; Dif=Diferencia de gol; Pts=Puntos
- A Ñublense de Chillán se le restaron 3 puntos.

|  | Desciende a la Tercera División de Chile 1992. |

## Final
Los equipos que se ubicaron en 1° (Huachipato) y 2° lugar (Deportes Temuco) -distanciados solo por 2 puntos, que favorecía a los acereros- llegaron a disputar una final. Así, se tuvieron que enfrentar en partido único, para definir al campeón de ese torneo, a pesar de que ambos equipos, ya estaban ascendidos a la Primera División, para la siguiente temporada.
| 28 de diciembre de 1991 | Deportes Temuco             | 2:0 | Huachipato | Germán Becker, Temuco |  |
|                         | Toro 35' (t.l.) · Araya 75' |     |            |                       |  |

| Bandera de Chile            |
| Campeón Deportes Temuco     |
| Asciende a Primera División |

## Liguilla de Promoción
Los 4 equipos que participaron en esa liguilla, tenían que jugar en una sola sede, en este caso en la capital Santiago, teniendo como escenario al Estadio Nacional y lo disputaron en un formato de todos contra todos en 3 fechas. Los 2 ganadores jugarán en Primera División para el año 1992, mientras que los 2 perdedores jugarán en Segunda División para el mismo año mencionado.
| Pos | Equipo                | PJ | PG | PE | PP | GF | GC | Dif | Pts |
| --- | --------------------- | -- | -- | -- | -- | -- | -- | --- | --- |
| 1   | Everton               | 3  | 2  | 1  | 0  | 4  | 1  | 3   | 5   |
| 2   | Universidad de Chile  | 3  | 2  | 0  | 1  | 7  | 2  | 5   | 4   |
| 3   | Soinca Bata           | 3  | 1  | 1  | 1  | 4  | 3  | 1   | 3   |
| 4   | Deportes Puerto Montt | 3  | 0  | 0  | 3  | 1  | 10 | -9  | 0   |

PJ=Partidos jugados; PG=Partidos ganados; PE=Partidos empatados; PP=Partidos perdidos; GF=Goles a favor; GC=Goles en contra; Dif=Diferencia de gol; Pts=Puntos
|  | Jugarán en Primera División de Chile 1992 |
|  | Jugarán en Segunda División de Chile 1992 |

Fecha 1
| 26 de diciembre de 1991 | Everton                     | 2:1 | Deportes Puerto Montt | Estadio Nacional, Santiago |  |
|                         | Jaime Baeza · Eduardo Cofré |     | Sergio Casas          |                            |  |

| 26 de diciembre de 1991 | Universidad de Chile                               | 3:0 | Soinca Bata | Estadio Nacional, Santiago |  |
|                         | Franz Arancibia · Christian Torres · Mariano Puyol |     |             |                            |  |

Fecha 2
| 28 de diciembre de 1991 | Everton | 0:0 | Soinca Bata | Estadio Nacional, Santiago |  |

| 28 de diciembre de 1991 | Universidad de Chile                                                | 4:0 | Deportes Puerto Montt | Estadio Nacional, Santiago |  |
|                         | Carlos Morales · Cristián Mora · Franz Arancibia · Christian Torres |     |                       |                            |  |

Fecha 3
| 30 de diciembre de 1991 | Deportes Puerto Montt | 0:4 | Soinca Bata                                    | Estadio Nacional, Santiago |  |
|                         |                       |     | Ariel Fabbiani · Juan Carlos Puga · Luis Cueto |                            |  |

| 30 de diciembre de 1991 | Everton                            | 2:0 | Universidad de Chile | Estadio Nacional, Santiago |  |
|                         | Eduardo Cofré · Juan Carlos Guarda |     |                      |                            |  |

- Los 4 equipos participantes en esta liguilla, mantienen sus puestos en sus respectivas categorías para el año 1992.